# ويليام إي. شانون
ويليام إي. شانون (بالإنجليزية: William E. Shannon)‏ هو سياسي أمريكي، ولد في 1825.